# Jesper Mikkelsen
Jesper „Krølle” Mikkelsen (ur. 2 maja 1972 w Vejle) – duński piłkarz występujący na pozycji pomocnika.

## Życiorys
Seniorską karierę rozpoczynał w Holstebro BK. W 1992 roku został piłkarzem Vejle BK. W pierwszym zespole zadebiutował 6 kwietnia 1993 roku w towarzyskim spotkaniu z Djurgårdens IF. Po awansie Vejle do Superligaen zadebiutował w najwyższej duńskiej klasie rozgrywkowej 30 lipca 1995 roku w przegranym 1:3 spotkaniu z Brøndby IF. 13 sierpnia 1996 roku wystąpił w reprezentacji Danii B w zremisowanym 0:0 meczu ze Szwecją. W sezonie 1996/1997 zdobył wicemistrzostwo Danii. W Vejle BK grał do 2002 roku, po czym zakończył karierę. Ogółem Mikkelsen rozegrał 231 ligowych spotkań, z czego 167 na poziomie Superligaen.